# Acoustica
Acoustica (укр. Акустика) — дев'ятнадцятий альбом німецького рок-гурту Scorpions, випущений 2001 року. Четвертий «живий» альбом, записаний у Лісабоні, Португалія.

## Пісні
- 1. The Zoo
- 2. Always somewhere
- 3. Life's too short
- 4. Holiday
- 5. You and I
- 6. When love kills love
- 7. Dust in the wind
- 8. Send me an angel
- 9. Catch your train
- 10. I wanted to cry, but the tears wouldn't come
- 11. Wind of change
- 12. Love of my life
- 13. Drive
- 14. Still loving you
- 15. Hurricane 2001

## Склад музикантів
- Клаус Майне — вокал
- Рудольф Шенкер — гітара
- Маттіас Ябс — гітара
- Джеймс Коттак — ударні
- Ральф Рікерманн — бас
- Крістіан Колоновітц — клавішні
- Йоганн Даансен — гітара
- Маріо Аргандона — перкустика
- Аріане Арку — скрипка, котрабас

## Чарти
| Чарт (2001–14)                               | Найвища позиція |
| -------------------------------------------- | --------------- |
| European Albums (IFPI)                       | 27              |
| Франція French Albums (SNEP)                 | 46              |
| Німеччина German Albums (Offizielle Top 100) | 13              |
| Greek Albums (IFPI)                          | 5               |
| Італія Italian Music DVD (FIMI)              | 18              |
| Portuguese Albums (AFP)                      | 1               |
| Швейцарія Swiss Albums (Schweizer Hitparade) | 35              |

## Сертифікації
| Регіон | Сертифікація  | Продажі |
| --- | ------------- | ------- |
| Бразилія (ABPD) | Золотий       | 50 000* |
| Німеччина (BVMI) | Золотий       | 150 000 |
| Португалія (AFP) | Платиновий    | 40 000^ |
| Thailand | 2× Платиновий | 80,000  |
| *продажі, що базуються лише на сертифікаціях · ^відвантаження, що базуються лише на сертифікаціях · продажі+прослуховування, що базуються лише на сертифікаціях |               |         |

| Регіон                                                                                          | Сертифікація  | Продажі |
| ----------------------------------------------------------------------------------------------- | ------------- | ------- |
| Аргентина (CAPIF)                                                                               | Платиновий    | 8000^   |
| Бразилія (ABPD)                                                                                 | Платиновий    | 50 000* |
| Португалія (AFP)                                                                                | 2× Платиновий | 16 000^ |
| *продажі, що базуються лише на сертифікаціях ^відвантаження, що базуються лише на сертифікаціях |               |         |